# Тала (Уругвай)
Тала (исп. Tala) — город на юге Уругвая, на территории департамента Канелонес.

## География
Город находится в северной части департамента, на правом берегу реки Тала (по имени которой, город получил своё название), на высоте 59 метров над уровнем моря.
Тала расположена на расстоянии приблизительно 50 километров к северо-востоку от города Канелонес, административного центра департамента и на расстоянии 60 километров к северо-северо-востоку (NNE) от Монтевидео, столицы страны. Ближайший гражданский аэропорт расположен в городе Монтевидео.

## История
Тала была основана 2 мая 1860 года. Получила статус малого города (Villa) 15 мая 1925 года. Получила статус города (Ciudad) 28 апреля 1960 года.

## Население
По данным переписи 2011 года, население составляло 5089 человек.
| Год  | Население |
| ---- | --------- |
| 1908 | 9 086     |
| 1963 | 3 223     |
| 1975 | 3 613     |
| 1985 | 4 197     |
| 1996 | 4 720     |
| 2004 | 4 939     |
| 2011 | 5 089     |

Источник: Instituto Nacional de Estadística de Uruguay

## Известные уроженцы
- Кристиан Стуани — футболист, нападающий сборной Уругвая